# Concarán
Concarán is een plaats in het Argentijnse bestuurlijke gebied Chacabuco in de provincie  San Luis. De plaats telt 4.530 inwoners.